# Руванвелла (підрозділ окружного секретаріату)
Підрозділ окружного секретаріату Руванвелла — підрозділ окружного секретаріату округу Кегалле, провінції Сабарагамува, Шрі-Ланка. Складається з 38 Грама Ніладхарі.